# Eusyllis lamelligera
Eusyllis lamelligera é uma espécie de anelídeo pertencente à família Syllidae.
A autoridade científica da espécie é Marion & Bobretzky, tendo sido descrita no ano de 1875.
Trata-se de uma espécie presente no território português, incluindo a sua zona económica exclusiva.